# KF Tirana
Der KF Tirana (offiziell Klubi i Futbollit Tirana) ist ein albanischer Fußballverein aus Tirana. Der Traditionsverein spielt in der höchsten Liga Kategoria Superiore. Mit 26 Meisterschaften (zuletzt 2022) und 16 Pokalsiegen (zuletzt 2017) ist er der erfolgreichste Verein im albanischen Fußball.
Der Verein trägt seine Spiele im Selman-Stërmasi-Stadion aus. Die Vereinsfarben sind Weiß-Blau, weswegen die Mannschaft von den Albanern auch Bardh-e-blu genannt wird. Die Vereinstrikots sind ebenfalls blau-weiß gestreift. VW war früher Sponsor; 2020 ist es Air Albania.

## Geschichte
Der KF Tirana wurde am 16. August 1920 gegründet. Er gehörte als SK Tirana 1930 zu den Gründungsmitgliedern der ersten Meisterschaft und gewann in den Folgejahren sechs der ersten sieben Meisterschaften. In den 1980er Jahren und insbesondere nach dem Ende des kommunistischen Regimes dominierte der Hauptstadtclub die Meisterschaft.
Auf europäischer Ebene erzielte der KF Tirana in den 1980er Jahren – damals als 17. Nëntori Tirana – einige Erfolge. Im Europapokal der Landesmeister 1982/83 qualifizierten sich die Albaner erstmals fürs Achtelfinale dank eines Siegs über Linfield FC. Das Hinspiel gewannen die Albaner mit 1:0 dank eines Tores von Augustin Kola. Trotz der 1:2-Niederlage auswärts gelang die Qualifikation fürs Achtelfinale dank der Auswärtstorregel. Zu den Spielen gegen Dynamo Kiew traten die Albaner nicht an.
Im Europapokal der Pokalsieger 1986/87 stand KF Tirana dem rumänischen Verein Dinamo Bukarest gegenüber. Im Hinspiel gewannen die Albaner dank eines Tores von Agustin Kola kurz vor Ende des Spiels mit 1:0. Im Rückspiel in Bukarest setzte man sich mit 2:1 durch und siegte damit erstmals bei einem europäischen Wettbewerb auswärts. Als bislang einzige albanische Fußballmannschaft erreichte KF Tirana damit sowohl im Landesmeister- als auch im Pokalsieger-Cup das Achtelfinale. Dort traf die Mannschaft auf Malmö FF aus Schweden. Im Hinspiel verlor man das Spiel in Tirana mit 0:3. Im Rückspiel kam man auswärts nicht über ein 0:0 hinaus.
KF Tirana wurde zur 31. besten Mannschaft der Welt gewählt von der International Federation of Football History & Statistics im UEFA Ranking der Saison 1987.
Im Europapokal der Landesmeister 1988/89 traf der Hauptstadtverein auf Ħamrun Spartans aus Malta. Das Hinspiel verlor Tirana trotz einer Führung 1:2. Im Rückspiel gelang mit einem 2:0-Sieg die erneute Teilnahme am Achtelfinale. Dort traf man auf IFK Göteborg. In beiden Spielen konnte Tirana sich nicht durchsetzen: Zuhause verlor man 0:3, auswärts mit 0:1.
In der folgenden Saison traf KF Tirana erneut im Europapokal der Landesmeister 1989/90 an. In der ersten Runde trafen sie auf Sliema Wanderers. Im Hinspiel verloren sie mit 0:1 in Malta. Das Rückspiel gewann KF Tirana mit 5:0 und qualifizierte sich somit zum dritten Mal in ihrer Vereinsgeschichte für das Achtelfinale. Dort traf der Hauptstadtverein auf den Rekordmeister FC Bayern München. Im Hinspiel in München konnte KF Tirana gute Akzente, verlor jedoch letztendlich mit 3:1. Im Rückspiel verlor man mit 0:3 und schied somit im Achtelfinale aus.
Im Jahr 2016/17 musste Tirana erstmals in der Vereinsgeschichte absteigen, gewann aber im gleichen Jahr den Pokal und den Supercup. In der Folge wurde der Brasilianer Zé Maria (José Marcelo Ferreira), ehemaliger Nationalmannschaftsspieler, als Trainer verpflichtet. In der Saison 2018/19 spielte KF Tirana wieder erstklassig, in der darauffolgenden Saison gewann der Verein zum 25. Mal die Meisterschaft. Trainer war Emmanuel Egbo – der Nigerianer war der erste afrikanische Trainer, der eine europäische Meisterschaft im Fußball gewinnen konnte. In der Saison 2021/22 gelang dem KF Tirana den Gewinn der 26. Meisterschaft.

### Namensänderungen
- 1920 Gründung als Shoqëria Sportive AGIMI Tirana
- 1927 Umbenennung in SK Tirana
- 1939 Umbenennung in Shprefeja Tirana
- 1944 Umbenennung in KS 17. Nëntori Tirana
- 1949 Umbenennung in Tirana
- 1950 Umbenennung in Puna Tirana
- 1958 Umbenennung in KS 17. Nëntori Tirana
- 1991 Umbenennung in SK Tirana
- 2005 Umbenennung in KF Tirana

## Kader 2025/26
Stand: 1. Juli 2025
| Nr. |             | Position | Name              |
| --- | ----------- | -------- | ----------------- |
| 1   | Albanien    | TW       | Gentian Selmani   |
| 2   | Argentinien | AB       | Luciano Vera      |
| 3   | Albanien    | AB       | Gledi Mici        |
| 4   | Frankreich  | AB       | Mahamadou Dembélé |
| 5   | England     | MF       | Henry Marku       |
| 6   | Spanien     | MF       | Ian Soler         |
| 8   | Brasilien   | MF       | Rafa              |
| 11  | Nigeria     | ST       | Abel Abah         |
| 12  | Albanien    | TW       | Leon Kozi         |
| 14  | Albanien    | MF       | Rimal Haxhiu      |
| 17  | Albanien    | ST       | Dejvi Duro        |
| 18  | Albanien    | AB       | Florjan Pergjoni  |
| 20  | Albanien    | MF       | Erisildo Smaci    |

| Nr. |            | Position | Name              |
| --- | ---------- | -------- | ----------------- |
| 21  | Albanien   | MF       | Serxho Vogli      |
| 22  | Albanien   | ST       | Emiljano Mihana   |
| 24  | Liberia    | ST       | Emmanuel Ernest   |
| 28  | Kosovo     | AB       | Qendrim Ismajli   |
| 30  | Albanien   | MF       | Donald Dollaku    |
| 33  | Albanien   | MF       | Ermal Meta        |
| 77  | Albanien   | ST       | Aldi Gjumsi       |
| 77  | Albanien   | ST       | Dion Ahmetaj      |
| 80  | Albanien   | AB       | Edison Kola       |
| 99  | Frankreich | ST       | Walid Jarmouni    |
|     | Kosovo     | TW       | Mustafe Abdullahu |
|     | Albanien   | MF       | Hajrulla Tola     |

## Erfolge
- Albanischer Meister (26):
  - 1930, 1931, 1932, 1934, 1936, 1937, 1965, 1966, 1968, 1970, 1982, 1985, 1988, 1989, 1995, 1996, 1997, 1999, 2000, 2003, 2004, 2005, 2007, 2009, 2020, 2022
- Albanischer Pokalsieger (16):
  - 1939, 1963, 1976, 1977, 1983, 1984, 1986, 1994, 1996, 1999, 2001, 2002, 2006, 2011, 2012, 2017
- Albanischer Supercup-Sieger (12):
  - 1994, 2000, 2002, 2003, 2005, 2006, 2007, 2009, 2011, 2012, 2017, 2022
- Europapokal der Landesmeister
  - Achtelfinale 1982/83, 1988/89 und 1989/90
- Europapokal der Pokalsieger
  - Achtelfinale 1986/87

## Europapokalbilanz
| Saison    | Wettbewerb                    | Runde                  | Gegner               | Gesamt          | Hin     | Rück           |
| --------- | ----------------------------- | ---------------------- | -------------------- | --------------- | ------- | -------------- |
| 1965/66   | Europapokal der Landesmeister | 1. Runde               | FC Kilmarnock        | 0:1             | 0:0 (H) | 0:1 (A)        |
| 1966/67   | Europapokal der Landesmeister | 1. Runde               | Vålerenga IF         | 1               |         |                |
| 1969/70   | Europapokal der Landesmeister | 1. Runde               | Standard Lüttich     | 1:4             | 0:3 (A) | 1:1 (H)        |
| 1970/71   | Europapokal der Landesmeister | 1. Runde               | Ajax Amsterdam       | 2:4             | 2:2 (H) | 0:2 (A)        |
| 1982/83   | Europapokal der Landesmeister | 1. Runde               | Linfield FC          | (a)2:2(a)       | 1:0 (H) | 1:2 (A)        |
| 1982/83   | Europapokal der Landesmeister | 2. Runde               | Dynamo Kiew          | 2               |         |                |
| 1983/84   | Europapokal der Pokalsieger   | 1. Runde               | Hammarby IF          | 2:5             | 0:4 (A) | 2:1 (H)        |
| 1986/87   | Europapokal der Pokalsieger   | 1. Runde               | Dinamo Bukarest      | 3:1             | 1:0 (H) | 2:1 (A)        |
| 1986/87   | Europapokal der Pokalsieger   | 2. Runde               | Malmö FF             | 0:3             | 0:3 (H) | 0:0 (A)        |
| 1988/89   | Europapokal der Landesmeister | 1. Runde               | Ħamrun Spartans      | 3:2             | 1:2 (A) | 2:0 (H)        |
| 1988/89   | Europapokal der Landesmeister | 2. Runde               | IFK Göteborg         | 0:4             | 0:3 (H) | 0:1 (A)        |
| 1989/90   | Europapokal der Landesmeister | 1. Runde               | Sliema Wanderers     | 5:1             | 0:1 (A) | 5:0 (H)        |
| 1989/90   | Europapokal der Landesmeister | 2. Runde               | FC Bayern München    | 1:6             | 1:3 (A) | 0:3 (H)        |
| 1994/95   | Europapokal der Pokalsieger   | Qualifikation          | Belschyna Babrujsk   | (a)4:4(a)       | 1:4 (A) | 3:0 (H)        |
| 1994/95   | Europapokal der Pokalsieger   | 1. Runde               | Brøndby IF           | 0:4             | 0:3 (A) | 0:1 (H)        |
| 1995/96   | UEFA-Pokal                    | Qualifikation          | Hapoel Be'er Sheva   | 0:3             | 0:1 (H) | 0:2 (A)        |
| 1996/97   | UEFA-Pokal                    | 1. Qualifikationsrunde | Dinamo Zagreb        | 02:10           | 0:4 (A) | 2:6 (H)        |
| 1998/99   | UEFA-Pokal                    | 1. Qualifikationsrunde | AŠK Inter Bratislava | 0:4             | 0:2 (A) | 0:2 (H)        |
| 1999/2000 | UEFA Champions League         | 1. Qualifikationsrunde | ÍBV Vestmannaeyjar   | 1:3             | 0:1 (A) | 1:2 (H)        |
| 2000/01   | UEFA Champions League         | 1. Qualifikationsrunde | Zimbru Chișinău      | 4:6             | 2:3 (H) | 2:3 (A)        |
| 2001/02   | UEFA-Pokal                    | Qualifikation          | Apollon Limassol     | 4:5             | 3:2 (H) | 1:3 (A)        |
| 2002/03   | UEFA-Pokal                    | Qualifikation          | FC Național Bukarest | 2:3             | 0:1 (H) | 2:2 (A)        |
| 2003/04   | UEFA Champions League         | 1. Qualifikationsrunde | Dinamo Tiflis        | 3:3 (4:2 i. E.) | 0:3 (A) | 03:0 n. V. (H) |
| 2003/04   | UEFA Champions League         | 2. Qualifikationsrunde | Grazer AK            | 2:7             | 1:5 (H) | 1:2 (A)        |
| 2004/05   | UEFA Champions League         | 1. Qualifikationsrunde | FK Homel             | 2:1             | 2:0 (A) | 0:1 (H)        |
| 2004/05   | UEFA Champions League         | 2. Qualifikationsrunde | Ferencvárosi TC      | (a)3:3(a)       | 2:3 (H) | 1:0 (A)        |
| 2005/06   | UEFA Champions League         | 1. Qualifikationsrunde | ND Gorica            | 3:2             | 0:2 (A) | 3:0 (H)        |
| 2005/06   | UEFA Champions League         | 2. Qualifikationsrunde | ZSKA Sofia           | 0:4             | 0:2 (H) | 0:2 (A)        |
| 2006/07   | UEFA-Pokal                    | 1. Qualifikationsrunde | NK Varteks Varaždin  | 3:1             | 1:1 (A) | 2:0 (H)        |
| 2006/07   | UEFA-Pokal                    | 2. Qualifikationsrunde | Kayserispor          | 1:5             | 0:2 (H) | 1:3 (A)        |
| 2007/08   | UEFA Champions League         | 1. Qualifikationsrunde | NK Domžale           | 1:3             | 0:1 (H) | 1:2 (A)        |
| 2009/10   | UEFA Champions League         | 2. Qualifikationsrunde | Stabæk Fotball       | 1:5             | 1:1 (H) | 0:4 (A)        |
| 2010/11   | UEFA Europa League            | 1. Qualifikationsrunde | Zalaegerszegi TE     | 1:0             | 0:0 (H) | 01:0 n. V. (A) |
| 2010/11   | UEFA Europa League            | 2. Qualifikationsrunde | FC Utrecht           | 1:5             | 0:4 (H) | 1:1 (A)        |
| 2011/12   | UEFA Europa League            | 2. Qualifikationsrunde | FC Spartak Trnava    | 1:3             | 0:0 (H) | 1:3 (A)        |
| 2012/13   | UEFA Europa League            | 1. Qualifikationsrunde | CS Grevenmacher      | 2:0             | 2:0 (H) | 0:0 (A)        |
| 2012/13   | UEFA Europa League            | 2. Qualifikationsrunde | Aalesunds FK         | 1:6             | 1:1 (H) | 0:5 (A)        |
| 2017/18   | UEFA Europa League            | 1. Qualifikationsrunde | Maccabi Tel Aviv     | 0:5             | 0:2 (A) | 0:3 (H)        |
| 2020/21   | UEFA Champions League         | 1. Qualifikationsrunde | Dinamo Tiflis        | 2:0             | 2:0 (A) | 2:0 (A)        |
| 2020/21   | UEFA Champions League         | 2. Qualifikationsrunde | Roter Stern Belgrad  | 0:1             | 0:1 (H) | 0:1 (H)        |
| 2020/21   | UEFA Europa League            | Play-offs              | Young Boys           | 0:3             | 0:3 (A) | 0:3 (A)        |
| 2022/23   | UEFA Champions League         | 1. Qualifikationsrunde | F91 Düdelingen       | 1:3             | 0:1 (A) | 1:2 (H)        |
| 2022/23   | UEFA Europa Conference League | 2. Qualifikationsrunde | HŠK Zrinjski Mostar  | 2:4             | 0:1 (H) | 2:3 (A)        |
| 2023/24   | UEFA Europa Conference League | 1. Qualifikationsrunde | FC Dinamo Batumi     | 3:2             | 1:1 (H) | 2:1 (A)        |
| 2023/24   | UEFA Europa Conference League | 2. Qualifikationsrunde | Besiktas Istanbul    | 1:5             | 1:3 (A) | 0:2 (H)        |
| 2024/25   | UEFA Conference League        | 1. Qualifikationsrunde | FC Torpedo Kutaissi  | 1:2             | 1:1 (A) | 0:1 (H)        |

Gesamtbilanz: 85 Spiele, 17 Siege, 14 Unentschieden, 54 Niederlagen, 71:148 Tore (Tordifferenz −77)

## Bekannte ehemalige Spieler
- Klodian Duro
- Isli Hidi
- Jahmir Hyka
- Naim Krieziu
- Sllave Llambi
- Riza Lushta
- Arben Minga
- Edvin Murati
- Panajot Pano
- Altin Rraklli
- James Situma
- Selman Stërmasi